# La Roque-Baignard
La Roque-Baignard é uma comuna francesa na região administrativa da Normandia, no departamento Calvados. Estende-se por uma área de 4,65 km². Em 2010 a comuna tinha 122 habitantes (densidade: 26,2 hab./km²).